# Spacenet 3R
O Spacenet 3R foi um satélite de comunicação geoestacionário que foi construído pela RCA Astro, ele esteve localizado na posição orbital de 83 graus de longitude oeste e foi operado pela Spacenet. O satélite foi baseado na plataforma Star-30C. O mesmo saiu de serviço em dezembro de 1999.

## Lançamento
O satélite foi lançado com sucesso ao espaço no dia 11 de março de 1988, por meio de um veiculo Ariane 3 lançado a partir do Centro Espacial de Kourou, na Guiana Francesa, juntamente com o satélite Telecom 1C. Ele tinha uma massa de lançamento de 1 195 kg.

## Capacidade
O Spacenet 3R era equipado com 18 (mais 3 de reserva) transponders em banda C e 6 (mais um de reserva) em banda Ku.